# Lycomorphodes genificans
Lycomorphodes genificans là một loài bướm đêm thuộc phân họ Arctiinae, họ Erebidae.